# 戈坪乡
戈坪乡，是中华人民共和国江西省吉安市峡江县下辖的一个乡镇级行政单位。

## 行政区划
戈坪乡下辖以下地区：
戈坪村、舍龙村、小坑村、汀溪村、芳洲村和白沙村。